# یکوف تومارکین
یکوف تومارکین (به انگلیسی: Yakov Toumarkin) (زادهٔ ۱۵ فوریهٔ ۱۹۹۲) شناگر اهل اسرائیل است.